# 圣乔治金杰兰区
圣乔治金杰兰区（英語：Saint George Gingerland Parish）是聖基茨和尼維斯的14個區之一，位於尼維斯島東南部，北接聖詹姆斯溫沃德區，東面和南面是加勒比海，西毗聖約翰費格特里區，首府設於马凯特肖普，面積18平方公里，2001年人口2,568，人口密度每平方公里142.67人。
该教区一般简称为金杰兰，该名称源于宝贵而成熟了的生姜庄稼。圣乔治圣公会教区教堂位于主要村庄马凯特肖普，金杰兰包括许多其他村庄，比如奇金斯通、昔得兰兹、锡安。